# Campo Blanco
Campo Blanco es uno de los sectores que conforman la ciudad de Cabimas en el estado Zulia y se encuentra dentro de la parroquia Carmen Herrera. Fundado por las compañías petroleras, pasó a manos de la alcaldía en 1996. Como otros campos de la Creole Petroleum Corporation -después de 1976, Lagoven- en Cabimas, Tía Juana y Lagunillas su nombre es un color, ya que existen además los campos Rojo y Verde.

## Ubicación
Campo Blanco se encuentra entre Miraflores al norte y al este (calle el Comando y av Miraflores), el patio de tanques de la Salina al oeste y el Nuevo Juan al sur. Es parte de la ciudad de Cabimas en Venezuela.

## Zona Residencial
Campo Blanco fue construido como residencia para trabajadores petroleros y estaba originalmente cercado y separado del resto de la ciudad, sus servicios eran dotados por la Lago Petroleum Corporation  los cuales tenían una red separada y fueron construidos planificando su uso futuro, como lo es hoy día. Las calles y avenidas  tienen nombres de batallas y de próceres de la independencia como: la calle Rondón, calle Plaza, calle Sandez, Av. Junín,   Av. Negro Primero, Av. Arismendi, Av. Cedeño  y Av. Farrear. En Campo Blanco se encuentra la escuela de PDVSA Pedro Julio Maninat, además de un depósito y despacho de Mercal (antiguo comisariato para los trabajadores petroleros),  PDVAL la Salina y la plaza Eleazar López Contreras. En 1996 PDVSA pasó la administración del campo a la alcaldía de Cabimas en el proceso de eliminar el concepto de campo petrolero e integrar estos a la ciudad, por lo que sus redes fueron conectadas con Concordia y Miraflores.

## Vialidad y Transporte
Diseñado como área netamente residencial, campo Blanco tiene muchos reductores de velocidad (policías acostados), por la Av. Pdvsa pasan los carros de Nueva Cabimas, el Lucero y Corito por la Miraflores pasan los de Concordia. En la Av. Miraflores en el campo esta una estación de servicio y un auto-mercado abasto bicentenario antiguo CADA.

## Sitios de Referencia
- Escuela Pedro Julio Maninat
- Destacamento 33 de la Guardia Nacional.Ubicado en Campo Blanco, frente a la Urb. Miraflores calle Miraflores.
- Plaza Eleazar López Contreras
- Mercal. Antiguo Comisariato. Av. Pdvsa.
- A pocos metros de la Clínica Privada Centro Médico.
- Pdval La Salina. Av. Pdvsa